# Kumarevo (Leskovac)
Kumarevo je naselje u gradu Leskovcu, Jablanički upravni okrug, Srbija. Prema popisu iz 2022. godine u Kumarevu je živjelo 723 stanovnika.